# Yuta Nakamoto
Yuta Nakamoto (em japonês:  中本悠太; em coreano:  유타 나카모토, nascido em 26 de outubro de 1995) é um cantor, ator, dançarino e personalidade de televisão japonês. Em 2012 foi descoberto pela SM Entertainment após uma audição bem-sucedida no SM Global Audition Japan, onde acabou sendo introduzido na equipe de treinamento SM Rookies, no ano seguinte. Em 2015, integrou elenco do programa Non-Summit como representante do Japão. Yuta ganhou destaque na carreira musical como membro do grupo masculino sul-coreano NCT (incluindo sua subunidade NCT 127). Yuta também foi eleito como um dos homens mais lindos do mundo em 2020 e 2021. 
Em novembro de 2020, foi anunciado que Yuta apresentaria um programa de rádio semanal, com a duração de dois meses, chamado "NCT 127 no: ユウタの YUTA at Home" na InterFM897 para promover o segundo EP japonês do NCT 127, Loveholic. Devido ao sucesso do programa de rádio, em 19 de março de 2021, foi anunciado que o programa estenderia suas atividades e passaria à ser fixo.
Em outubro de 2023, Yuta iniciou sua carreira solo com o Extended play (EP) "Depth", lançado pela gravadora Avex. Yuta também estreou como ator no ano de 2022 no filme "HiGH&LOW: THE WORST X" da franquia de filmes High & Low, sendo o interprete do antagonista Ryo Suzaki. Em 2023, Yuta foi escalado como um dos protagonistas do live-action do mangá Cool Doji Danshi, Hayate Ichikura.[carece de fontes?]

## Vida e carreira

### 1995–2017
Yuta Nakamoto nasceu na cidade de Osaka, Japão, em 26 de outubro de 1995. Era uma criança ativa, sempre andando com seus amigos da manhã até a noite. Durante sua infância e adolescência Yuta foi um jogador de futebol, praticando o esporte dos 5 aos 16 anos de idade. Durante esse período teve aulas de dança, com suas irmãs. Então a música foi se tornando algo realmente familiar para ele, por ser algo que ele ouvia todos os dias, que acabou servindo como base para seu futuro no entretenimento.
Em 2012, quando tinha 16 anos, Yuta participou de uma audição para SM Entertainment, escondido de sua família, realizada no Japão. Sua família só descobriu sobre o teste quanto ele passou, e teve que se mudar para a Coreia do Sul como um trainee da empresa. Durante uma entrevista Yuta declarou: "Eu quero ir para a Coreia. Minha mãe ficou realmente surpresa... então, eu vi meu pai chorar pela primeira vez. Eu posso ter ficado um pouco sozinho porque estava indo morar longe. Mas eu estava tão concentrado que não me lembro muito disso. Eu também não contei para minhas irmãs. Eu era adolescente, então fiquei meio envergonhado. Eu costumava checar audições apenas em revistas." E continuou: "Eu estava em uma situação em que eu não entendia coreano, então, antes de me mudar para lá, estudei muito, até colando palavras coreanas nas paredes do banheiro".

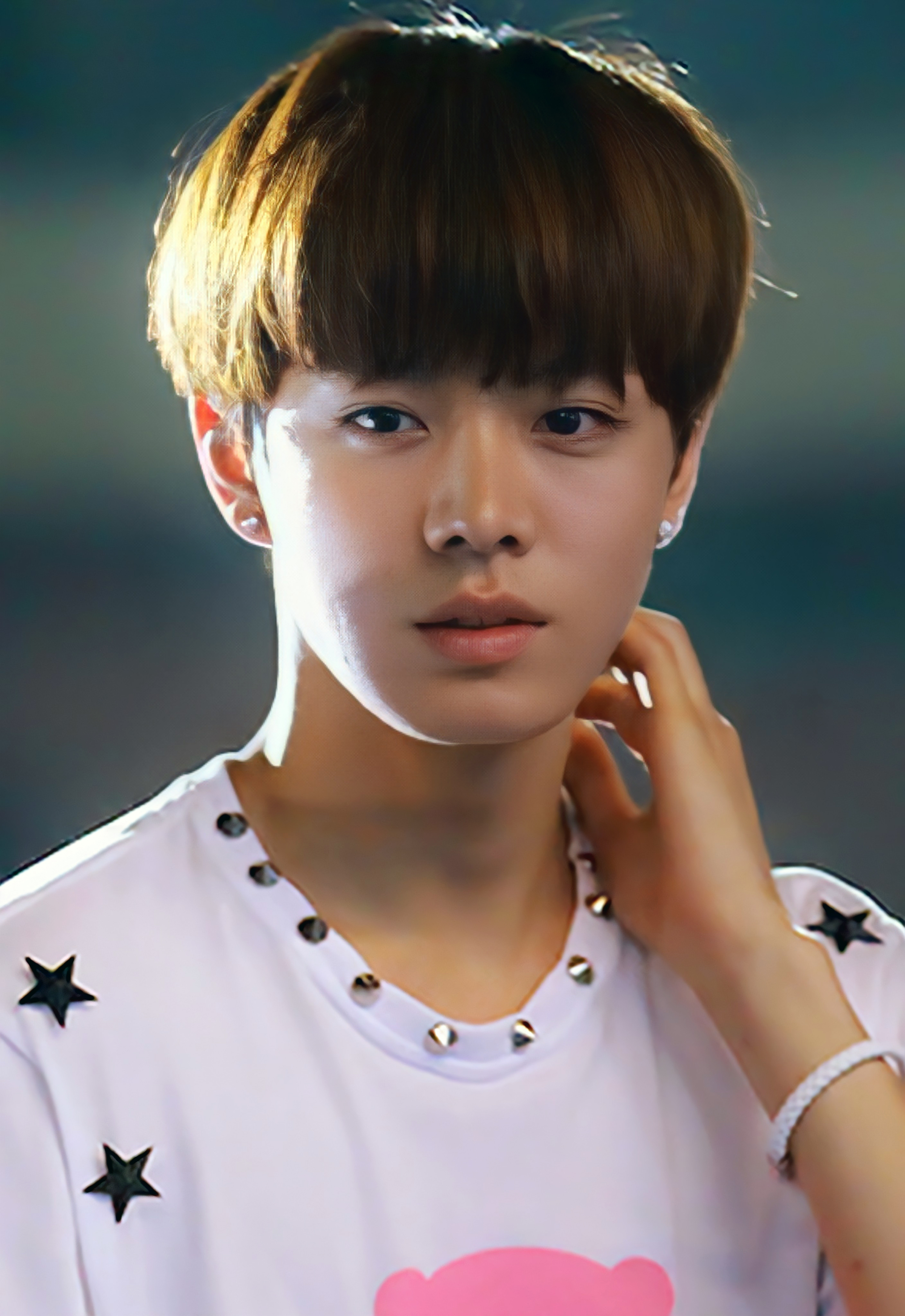
Yuta se apresentando na SM Town Live World Tour IV. (agosto de 2014)

Yuta foi introduzido como parte da equipe de treinamento de pré-estreia da SM Entertainment, o SM Rookies, em dezembro de 2013. De agosto à outubro de 2014, apareceu no programa EXO 90:2014, onde estrelou os remakes dos vídeos musicais de "Hope" e "Do You Know".
Em julho de 2015, ele se juntou ao elenco do programa da JTBC Non-Summit, substituindo Takuya Terada como representante do Japão. O programa em formato de talk show apresenta um grupo formado por homens não coreanos, mas que residem no país, onde eles debatem sobre diversos temas e sobre a "cultura coreana vista através dos olhos de um estrangeiro". A ideia original do show era de substituir seu elenco por novos membros para contar as histórias de outros países. No entanto, muitos questionaram a decisão do programa quando o representante japonês Takuya foi substituído por outro membro japonês, Yuta. Na coletiva de imprensa do show, realizada em 3 de julho de 2015, Kim Hee-jung explicou que o Japão foi mantido por ser necessário, já que a relação entre a Coreia, a China e o Japão é muito importante para a sociedade e porque que o Japão era um país importante na Ásia. Kim também falou sobre a escolha de Yuta como membro do elenco, declarando: "Quando nos reuníamos com muitas pessoas de muitos países diferentes, conhecemos Yuta. Nós o achamos excepcionalmente encantador. Acreditávamos que os espectadores o veria da mesma maneira." Participou do Idol Star Athletics Championships, realizado no Goyang Gymnasium em Goyang, nos dias 10 e 11 de agosto de 2015 e transmitido na MBC em 28 e 29 de setembro do mesmo ano. Yuta deixou o elenco do programa Non-Summit em dezembro de 2015 para focar em sua carreira musical.
Em 2016, Yuta estampou a edição de abril da revista sul-coreana The Celebrity. Ainda em abril de 2016, estrelou a primeira temporada do reality show NCT Life, intitulada NCT Life in Bangkok, exibido originalmente de 16 de abril a 2 de maio de 2016. A temporada focou-se nos SM Rookies e em sua jornada para debutar. De maio a junho estrelou a segunda temporada do reality, NCT Life in Seoul. Estreou como membro do NCT, integrando a subunidade NCT 127, em julho do mesmo ano. A primeira apresentação televisiva do grupo ocorreu em 7 de julho no M! Countdown, performando "Fire Truck" e "Once Again" de seu primeiro extented play, NCT #127, lançado dias depois. O EP estreou na posição de número 2 no Gaon Album Chart, e liderou a parada musical em sua terceira semana de lançamento, além de alcançar a segunda posição no World Albums Chart da Billboard. De novembro de 2016 a janeiro de 2017, apareceu no programa Idol Party em que os comediantes Park Mi-sun e Lee Bong-won se tornam uma família, adotando Yuta e Sorn como seus filhos.

### 2018–presente

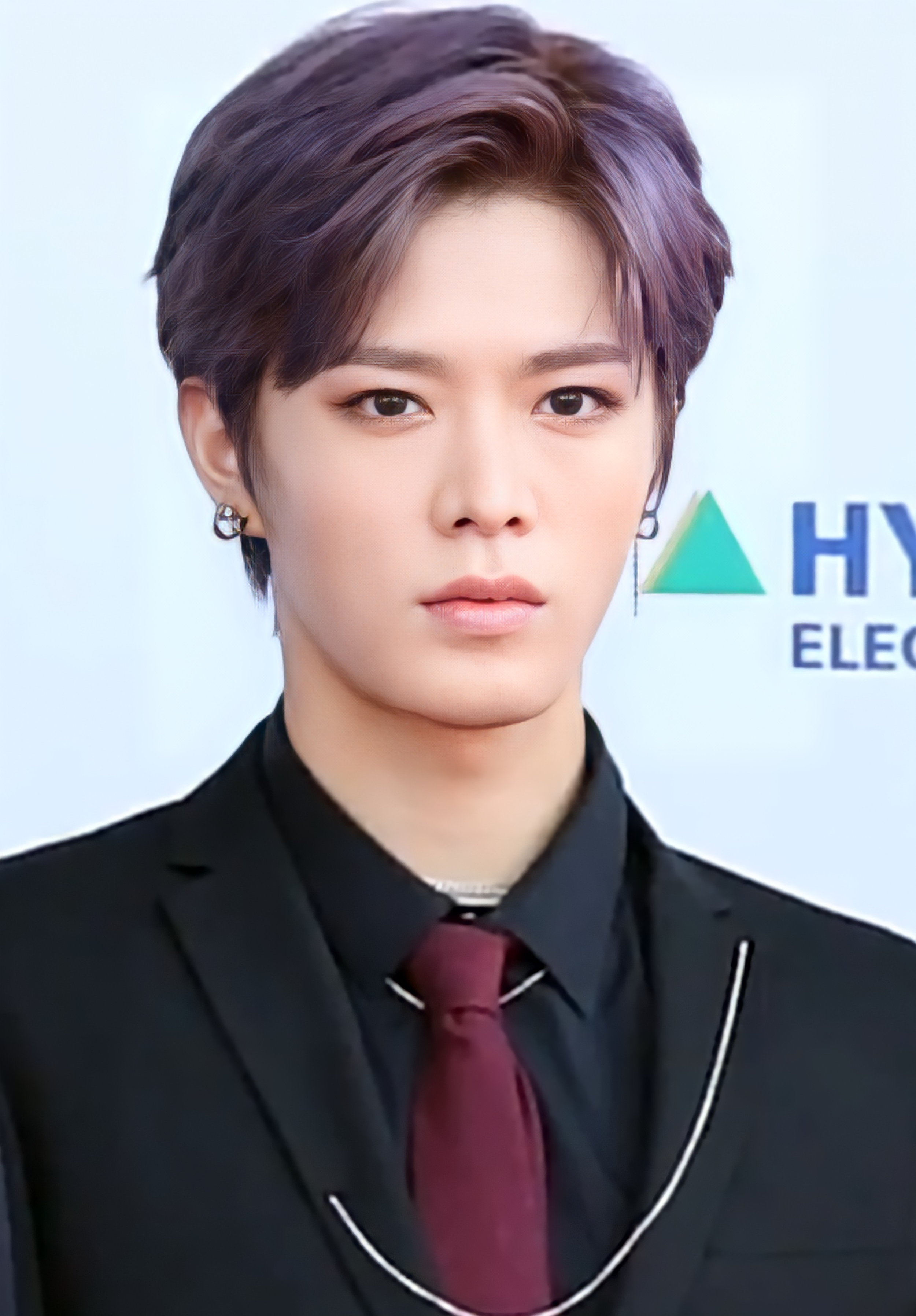
Yuta durante uma entrevista no tapete vermelho do 24th Dream Concert (maio de 2018)

O primeiro extended play em japonês do NCT 127, intitulado Chain, foi lançado em maio de 2018, marcando a estreia oficial do grupo no país de origem de Yuta. Nesse mesmo período apareceu como MC especial do programa M Countdown, ao lado de Doyoung e Jaehyun. Estampou a edição de julho da revista sul-coreana Arena Homme +, ao lado de Moon Tae-il e Mark Lee. Em outubro de 2018, o NCT 127 lançou seu primeiro álbum de estúdio, intitulado Regular-Irregular. O lançamento do álbum foi liderado por uma performance da versão em inglês do single "Regular" e "Cherry Bomb" no Jimmy Kimmel Live! que também marcou a primeira aparição do grupo na televisão americana. O álbum estreou na #86 posição da Billboard 200, marcando a primeira aparição do grupo na parada de álbuns dos Estados Unidos.
Em março de 2019, estampou a revista japonesa Men's Non-No. A publicação causou sensação ao quebrar o recorde de visualizações da página de uma entrevista exclusiva com uma celebridade. Em abril de 2019, foi lançado o primeiro álbum de estúdio em japonês do NCT 127, Awaken. No mesmo mês, o grupo assinou com a Capitol Music Group e a Caroline Distribution como parte de um acordo de distribuição mundial com a SM Entertainment, onde a CMG e a Caroline fornecem a distribuição e marketing para o grupo em vários territórios em todo o mundo. O grupo performou nos programas americanos Good Morning America e Strahan and Sara em 18 de abril, se tornando o terceiro ato de K-pop a se apresentar no programa. Em setembro, co-apresentou o 2019 Idol Star Athletics Championships Chuseok Special, ao lado de Leeteuk, Dahyun, Johnny, Jaehyun e Mark. Com o NCT 127 se apresentou no MTV Europe Music Awards de 2019 em Sevilha na Espanha em 3 de novembro, tornando-se o primeiro grupo de K-pop a se apresentar na cerimônia. O grupo também se apresentou no Macy's Thanksgiving Day Parade em Nova York em 28 de novembro, tornando-o o primeiro artista coreano a se apresentar no evento, bem como no Today um dia depois. Em dezembro de 2019, lançou um cover de "White" do TVXQ, como um presente de natal para seus fãs.
Em março de 2020, o NCT 127 lançou seu segundo álbum de estúdio em coreano, Neo Zone. O álbum estreou no número cinco na Billboard 200 dos Estados Unidos com 83 mil cópias vendidas, tornando-se a primeira vez que o NCT 127 entrou no top 10 da Billboard 200, e estreou no número um no Gaon Album Chart da Coreia do Sul, tornando-se o quinto lançamento do grupo a realizar esse feito. O álbum fechou o mês de março com mais de 723 mil cópias vendidas apenas na Coreia do Sul. Em agosto de 2020, voltou a estampar a revista japonesa Men's Non-No.
Em meados de setembro, o NCT anunciou o projeto NCT 2020, semelhante ao seu projeto NCT 2018, que combina membros de várias subunidades em um álbum. Em 20 de setembro, foi confirmado que o grupo estaria lançando seu segundo álbum, NCT 2020 Resonance Pt. 1 em 12 de outubro, apresentando todas as 4 unidades e 2 novos membros. Em sua pré-venda, o álbum ultrapassou a marca de 1 milhão de cópias vendidas apenas na Coreia do Sul. No álbum, Yuta participou de uma das faixas-título, "From Home", marcando a sua estreia oficial como membro da subunidade NCT U. Yuta também participou das B-sides "Dancing In The Rain", "Faded In My Last Song" (ambas lançadas pelo NCT U) e "Music, Dance" (lançada pelo NCT 127). De outubro à dezembro de 2020, apareceu no reality show NCT World 2.0 ao lado dos outros membros do NCT. Para a segunda parte do segundo álbum do NCT, intitulado NCT 2020 Resonance Pt. 2 e lançado em 23 de novembro de 2020, Yuta participou de uma das faixas-título, "Work It". Também participou da B-side "Raise the Roof" (lançada pelo NCT U).
Em 24 de novembro de 2020, foi anunciado que Yuta apresentaria um programa de rádio semanal de dois meses, NCT 127 YUTA's YUTA at Home na InterFM897, com o objetivo de promover o NCT 127 e seu segundo extended play em japonês Loveholic no Japão, que alcançou o primeiro lugar na Oricon. Em 19 de março de 2021, foi anunciado que a transmissão do programa de rádio seria estendida e convertida em um programa regular. Em abril, foi anunciado que Yuta apareceria nas revistas japonesas PMC e Ginger. Em junho do mesmo ano, um endosso de Tom Ford Neroli Portofino com Yuta foi anunciado através do canal da Vogue Japan no YouTube.

## Imagem
Em 2019, apareceu nas listas dos homens mais bonitos da Ásia, sendo que a primeira foi divulgada em março, com a lista dos rotos mais bonitos de 2018, realizado pela TCCAsia, onde Yuta se classificou na posição 70. Já na segunda divulgada em novembro, Yuta ficou em décimo lugar na lista dos rostos mais bonitos da Ásia de 2019, também realizado pela TCCAsia. Yuta também foi indicado nos anos seguintes de 2020 e 2021. Durante o ano de 2019 Yuta se destacou por seus longos cabelos negros. Durante o ISAC 2019 Chuseok, ele foi visto com um rabo de cavalo que atraiu bastante a atenção do público por seu penteado.

### Influências
Yuta cita o grupo TVXQ como uma de suas principais inspirações e razões pelas quais ele quis se tornar um cantor e performer. Na edição de março de 2019 da revista Men's Non-No, Yuta declarou: "Eu sempre quis jogar futebol na minha cidade natal, Osaka. Eu era do tipo ativo quando criança, sempre andando com meus amigos da manhã até a noite. Eu estava jogando futebol pela minha vida, mas durante o ensino médio comecei a pensar no meu futuro. Durante esse tempo, eu vi o TVXQ na TV, "eles são tão legais" [pensou]. Fiquei espantado. De qualquer forma, o desempenho deles foi incrível. Eu pensei que também queria me tornar alguém como eles. Eu tinha 14 anos e minha mãe era uma fã, então ela teve seu DVD, ao invés de ser aconselhado a fazer isso, era algo que fluía naturalmente.
Em entrevista realizada em 2019, Yuta declarou que escuta muitos gêneros diferentes, e que escuta artistas como Kanye West, Sam Smith, Bruno Mars e BAD HOP.

### Endossos
Em março de 2016, Yuta foi escolhido como um modelo para a marca britânica de roupas "Design United", juntamente com Taeyong e Doyoung.

## Filmografia
| Título                            | Ano        | Notas                                                                 |
| --------------------------------- | ---------- | --------------------------------------------------------------------- |
| EXO 90:2014                       | 2014       | Recorrente (Ep. 1–4, 9)                                               |
| Non-Summit                        | 2015       | Regular (Ep. 53–78)                                                   |
| Idol Star Athletics Championships | 2015       | 2015 Idol Star Athletics Championships Chuseok Special                |
| Idol Star Athletics Championships | 2016       | 2016 Idol Star Olympics Championships New Year Special                |
| Idol Party                        | 2016– 2017 | Regular21 de novembro de 2016 – 9 de janeiro de 2017                  |
| M Countdown                       | 2018       | MC especial com Doyoung e Jaehyun24 de maio de 2018                   |
| Idol Star Athletics Championships | 2019       | Co-apresentador2019 Idol Star Athletics Championships Chuseok Special |
| HiGH&LOW: The Worst X             | 2022       | Interprete do personagem Ryo Suzaki                                   |
| Cool Doji Danshi                  | 2023       | Interprete do personagem Hayate Ichikura                              |

| Título                        | Ano        | Notas                      |
| ----------------------------- | ---------- | -------------------------- |
| NCT Life in Bangkok           | 2016       | Antes de estrear com o NCT |
| NCT Life in Seoul             | 2016       | Antes de estrear com o NCT |
| Johnny's Communication Center | 2018– 2019 | Recorrente                 |

| Canção        | Ano  | Artista(s)        | Notas                                                                    |
| ------------- | ---- | ----------------- | ------------------------------------------------------------------------ |
| "Hope"        | 2014 | H.O.T.            | Remake feito para EXO 90:2014.Canção interpretada por Chen e SM Rookies. |
| "Do You Know" | 2014 | Jo Sung-mo        | Remake feito para EXO 90:2014.Canção interpretada por Wendy.             |
| "Phantasia"   | 2016 | Girls' Generation | Vídeo não lançado oficialmente, divulgado apenas na Phantasia Tour.      |

| Título                      | Ano            | Notas   |
| --------------------------- | -------------- | ------- |
| NCT 127 YUTA's YUTA at Home | 2020– presente | DJ fixo |

## Prêmios e indicações
| Reconhecimentos | Reconhecimentos                                          | Reconhecimentos                             | Reconhecimentos  | Reconhecimentos | Reconhecimentos |
| Ano             | Prêmio                                                   | Categoria                                   | Trabalho nomeado | Resultado       | Ref.            |
| --------------- | -------------------------------------------------------- | ------------------------------------------- | ---------------- | --------------- | --------------- |
| 2019            | TCCAsia: The 1st Annual Independent Critics Lits of 2018 | The 100 Most Handsome Faces of 2018 in Asia | Ele mesmo        | 70th            | [ 67 ]          |
| 2019            | TCCAsia: The 2nd Annual Independent Critics Lits of 2019 | The 100 Most Handsome Faces of 2019 in Asia | Ele mesmo        | 10th            | [ 71 ] [ 72 ]   |